# Masters de Miami 2013
El Sony Open Tennis 2013 es un torneo de tenis de categoría Masters 1000 del circuito profesional masculino y Premier Mandatory del femenino. Se disputó en Miami (Estados Unidos), en el recinto del Tennis Center en el Crandon Park de Cayo Vizcaíno en pista de cemento al aire libre. Junto con el Masters de Indian Wells cerró la primera etapa de la temporada de pista dura, previa a los torneos de tierra batida y a Roland Garros. La competición tuvo lugar entre el 18 y el 31 de marzo de 2013, dedicándose los dos primeros días a la fase previa y el resto a los cuadros principales.

## Puntos y premios en efectivo

### Distribución de puntos
| Evento                  | G    | F   | SF  | CF  | Ronda de 16 | Ronda de 32 | Ronda de 64 | Ronda de 128 | Q  | Q2 | Q1 |
| Individuales masculinos | 1000 | 600 | 360 | 180 | 90          | 45          | 25          | 10           | 16 | 8  | 0  |
| Dobles masculinos       | 1000 | 600 | 360 | 180 | 90          | 45          | 0           | —            | —  | —  | —  |
| Individuales femeninos  | 1000 | 700 | 450 | 250 | 140         | 80          | 50          | 5            | 30 | 20 | 1  |
| Dobles femeninos        | 1000 | 700 | 450 | 250 | 140         | 80          | 5           | —            | —  | —  | —  |

### Premios en efectivo
El Sony Open Tennis del 2013 ha tenido un cambio significante en los premios en efectivo respecto a la edición anterior, con todos los jugadores compitiendo por $5,185,625.
| Evento                  | G          | F        | SF       | CF      | Ronda de 16 | Ronda de 32 | Ronda de 64 | Ronda de 128 | Q2     | Q1     |
| Individuales masculinos | $2,000,000 | $350,970 | $175,900 | $89,670 | $47,270     | $25,300     | $13,660     | $8,370       | $2,500 | $1,275 |
| Individuales femeninos  | $724,000   | $353,200 | $177,000 | $90,250 | $47,575     | $25,450     | $13,750     | $8,425       | $2,515 | $1,285 |
| Dobles masculinos       | $235,640   | $115,000 | $57,640  | $29,370 | $15,490     | $8,290      | —           | —            | —      | —      |
| Dobles femeninos        | $245,000   | $122,997 | $58,000  | $29,547 | $14,090     | $8,140      | —           | —            | —      | —      |

## Cabezas de serie

### Individuales masculinos
| Tenista               | Ranking | Preclasificado |
| Novak Djokovic        | 1       | 1              |
| Andy Murray           | 3       | 2              |
| David Ferrer          | 4       | 3              |
| Tomáš Berdych         | 6       | 4              |
| Juan Martín del Potro | 7       | 5              |
| Jo-Wilfried Tsonga    | 8       | 6              |
| Janko Tipsarević      | 9       | 7              |
| Richard Gasquet       | 10      | 8              |
| Marin Čilić           | 11      | 9              |
| Nicolás Almagro       | 12      | 10             |
| Gilles Simon          | 13      | 11             |
| Juan Mónaco           | 14      | 12             |
| Kei Nishikori         | 15      | 13             |
| Milos Raonic          | 16      | 14             |
| Tommy Haas            | 18      | 15             |
| Andreas Seppi         | 19      | 16             |
| Sam Querrey           | 20      | 17             |
| Philipp Kohlschreiber | 21      | 18             |
| Alexandr Dolgopolov   | 22      | 19             |
| John Isner            | 23      | 20             |
| Jerzy Janowicz        | 24      | 21             |
| Jérémy Chardy         | 25      | 22             |
| Florian Mayer         | 26      | 23             |
| Julien Benneteau      | 27      | 24             |
| Fernando Verdasco     | 28      | 25             |
| Kevin Anderson        | 29      | 26             |
| Martin Kližan         | 30      | 27             |
| Mijaíl Yuzhny         | 31      | 28             |
| Grigor Dimitrov       | 32      | 29             |
| Feliciano López       | 34      | 30             |
| Marcel Granollers     | 35      | 31             |
| Fabio Fognini         | 36      | 32             |

### Dobles masculinos
| Tenista                                  | Ranking | Preclasificada |
| Bob Bryan / Mike Bryan                   | 2       | 1              |
| Marcel Granollers / Marc López           | 7       | 2              |
| Mahesh Bhupathi / Daniel Nestor          | 15      | 3              |
| Robert Lindstedt / Nenad Zimonjić        | 25      | 4              |
| Aisam-ul-Haq Qureshi / Jean-Julien Rojer | 27      | 5              |
| Alexander Peya / Bruno Soares            | 33      | 6              |
| Michaël Llodra / Leander Paes            | 40      | 7              |
| Mariusz Fyrstenberg / Marcin Matkowski   | 44      | 8              |

### Individuales femeninos
| Tenista                   | Ranking | Preclasificada |
| Serena Williams           | 1       | 1              |
| Victoria Azarenka         | 2       | 2              |
| María Sharápova           | 3       | 3              |
| Agnieszka Radwańska       | 4       | 4              |
| Li Na                     | 5       | 5              |
| Angelique Kerber          | 6       | 6              |
| Petra Kvitová             | 7       | 7              |
| Sara Errani               | 8       | 8              |
| Caroline Wozniacki        | 10      | 9              |
| Marion Bartoli            | 11      | 10             |
| Nadia Petrova             | 12      | 11             |
| Ana Ivanović              | 13      | 12             |
| Dominika Cibulková        | 14      | 13             |
| Maria Kirilenko           | 15      | 14             |
| Roberta Vinci             | 16      | 15             |
| Sloane Stephens           | 17      | 16             |
| Lucie Šafářová            | 18      | 17             |
| Yekaterina Makarova       | 19      | 18             |
| Venus Williams            | 20      | 19             |
| Carla Suárez Navarro      | 21      | 20             |
| Klára Zakopalová          | 22      | 21             |
| Jelena Janković           | 23      | 22             |
| Anastasiya Pavliuchenkova | 24      | 23             |
| Julia Görges              | 25      | 24             |
| Varvara Lepchenko         | 26      | 25             |
| Tamira Paszek             | 27      | 26             |
| Mona Barthel              | 28      | 27             |
| Sorana Cîrstea            | 29      | 28             |
| Yelena Vesnina            | 30      | 29             |
| Kirsten Flipkens          | 31      | 30             |
| Yanina Wickmayer          | 32      | 31             |
| Alizé Cornet              | 33      | 32             |

#### Otras jugadoras
Las siguientes jugadoras recibieron una invitación al Cuadro Principal:
- Eugenie Bouchard
- Victoria Duval
- Madison Keys
- Anett Kontaveit
- Garbiñe Muguruza
- Andrea Petkovic
- Mónica Puig
- Ajla Tomljanović

Las siguientes jugadoras ingresaron al Cuadro Principal a través de la clasificación:
- Mallory Burdette
- Jana Čepelová
- Melinda Czink
- Allie Kiick
- Bethanie Mattek-Sands
- Shahar Pe'er
- Karolína Plíšková
- Yulia Putintseva
- Kateřina Siniaková
- Silvia Soler Espinosa
- Donna Vekić
- Stefanie Vögele

La siguiente jugadora ingresó al Cuadro Principal como lucky loser:
- Lauren Davis

#### Bajas
- Victoria Azarenka (Lesión en el tobillo derecho)
- Petra Cetkovská
- Kaia Kanepi
- Samantha Stosur (Lesión en la pantorrilla derecha)

#### Retiros
- Marion Bartoli (Lesión en el pie izquierdo)
- Anna Tatishvili (Lesión en el tobillo izquierdo)

### Dobles femeninos
| Tenistas                                   | Ranking suma | Preclasificada |
| Sara Errani / Roberta Vinci                | 3            | 1              |
| Andrea Hlaváčková / Lucie Hradecká         | 9            | 2              |
| Nadia Petrova / Katarina Srebotnik         | 15           | 3              |
| Yekaterina Makarova / Yelena Vesnina       | 15           | 4              |
| Liezel Huber / María José Martínez Sánchez | 24           | 5              |
| Raquel Kops-Jones / Abigail Spears         | 31           | 6              |
| Bethanie Mattek-Sands / Sania Mirza        | 35           | 7              |
| Julia Görges / Yaroslava Shvedova          | 54           | 8              |

## Campeones

### Individuales masculinos
Andy Murray venció a  David Ferrer

### Individuales femeninos
Serena Williams venció a  María Sharápova

### Dobles masculinos
Aisam-ul-Haq Qureshi /  Jean-Julien Rojer vencieron a  Mariusz Fyrstenberg /  Marcin Matkowski

### Dobles femenino
Nadia Petrova /  Katarina Srebotnik vencieron a  Lisa Raymond /  Laura Robson